# 이재관 (1965년)
이재관(李在官, 1965년 3월 1일~)은 대한민국의 공무원 출신 정치인이다. 제22대 국회의원이다.
대전광역시 행정부시장으로 재직 중 대전광역시장이었던 권선택이 2017년 11월 14일 대법원에서 징역 6개월 및 집행유예 2년 형을 선고받아 시장직을 상실하면서 대전광역시장 권한대행 직책을 겸한 적이 있다.

## 학력
- 천안중앙고등학교 졸업
- 성균관대학교 행정학과 학사

### 비학위 수료
- 서울대학교 행정대학원 행정학 석사
- 가천대학교 대학원 행정학 박사

## 경력
- 1989년 4월: 제32회 행정고시 합격
- 2002년 8월~2004년 1월: 충청남도 홍성군 부군수
- 2005년 6월: 대통령비서실 혁신관리비서관실 행정관
- 미국 미주리 대학교 아시아문제연구소 정책연수(객원연구원)
- 2009년 1월: 충청남도청 경제통상실장
- 2009년 7월: 충청남도청 투자통상실장
- 2011년 4월~2012년 8월: 세종특별자치시 출범준비단장
- 2012년 10월~2013년 3월: 행정안전부 지역녹색정책관
- 2013년 4월~2014년 3월: 안전행정부 정책기획관
- 2014년 3월~2015년 7월: 제2대 세종특별자치시 행정부시장
- 2014년 4월~2014년 6월: 세종특별자치시장 권한대행
- 2014년 7월: 세종특별자치시청 인사위원회 위원장
- 2015년 9월~2017년 3월: 새누리당·자유한국당 수석전문위원
- 2017년 3월~2019년 2월: 제12대 대전광역시 행정부시장
- 2017년 11월~2018년 6월: 대전광역시장 권한대행
- 2017년 11월~2018년 6월: 대전 시티즌 구단주 직무대리
- 2019년 2월~2019년 10월: 행정안전부 정부청사관리본부 본부장
- 2019년 10월~2020년 12월: 행정안전부 지방자치분권실 실장
- 2020년 12월~2021년 11월: 제30대 소청심사위원회 위원장
- 2022년 1월: 더불어민주당 입당
- 2022년 2월~2022년 3월: 제20대 대통령 선거 더불어민주당 이재명 대통령 후보 선거대책위원회 산하 균형발전위원회 공동위원장 겸 대통령후보직속 정무특보단 부단장
- 2022년 2월: 더불어민주당 정책위원회 부의장
- 2024년 10월~: 더불어민주당 공익제보자권익보호위원회 지원단 부단장
- 2024년 11월~2025년 8월: 더불어민주당 당대표 사회특보단 지역발전특보

## 의정 활동
- 2024년 5월 30일~: 제22대 국회의원(충남 천안시 을, 더불어민주당, 초선)
  - 2024년 6월~: 제22대 국회 전반기 산업통상자원중소벤처기업위원회 위원
  - 2025년 6월~: 제22대 국회 전반기 예산결산특별위원회 위원

## 수상
- 2024 더불어민주당 국정감사 우수의원상
- 2025 국정감사 NGO모니터단 2024년 국정감사 국리민복상

## 역대 선거 결과
|  | 41.75% |

|  | 55.12% |

## 소속 정당
| 소속 정당 | 소속 정당    | 소속 기간 | 비고      |
| --------- | ------------ | --------- | --------- |
|           | 새누리당     | 2015~2017 | 정계 입문 |
|           | 자유한국당   | 2017      | 당명 변경 |
|           | 무소속       | 2017~2021 | 탈당      |
|           | 더불어민주당 | 2021~현재 | 입당      |

## 같이 보기
- 천안시 을
- 천안시의 국회의원
- 천안시 서북구의 국회의원
- 대전광역시 부시장
- 세종특별자치시 부시장